# Tabotaki
Tabotaki este o comună rurală din departamentul Bouza, regiunea Tahoua, Niger, cu o populație de 24.368 de locuitori (2001).